# Saint-Élie
Saint-Élie es una comuna ubicada en el centro-norte de la Guayana Francesa. Tiene un área de 5.680 km² y una población de 420 habitantes (datos de 2011).
La región es poco accesible, sólo se puede llegar a la capital de la comuna a través de helicóptero o través de carros de tracción y piraguas.